# Дэвис, Эрик (футболист)
Эрик Хавьер Дэвис Грахалес (исп. Erick Javier Davis Grajales; род. 31 марта 1991, Колон, Панама) — панамский футболист, защитник словацкого клуба «Кошице» и сборной Панамы. Участник чемпионата мира 2018 года.

## Клубная карьера
Дэвис начал карьеру в клубе «Арабе Унидо». В 2008 году он дебютировал за основной состав в чемпионате Панамы. В 2010 году Эрик стал чемпионом страны. В 2011 году Дэвис перешёл в уругвайский «Феникс». 12 мая 2012 года в матче против «Серрито» он дебютировал в уругвайской Примере. В 2013 году для получения игровой практики Эрик вернулся в «Арабе Унидо» на правах аренды.
Летом того же года он перешёл в «Спортинг Сан-Мигелито». 21 июля в матче против «Чоррильо» Эрик дебютировал за новый клуб. 5 сентября в поединке против «Пласа Амадор» Дэвис забил свой первый гол на высшем уровне.
В 2015 году Эрик перешёл в словацкий ДАК 1904. 22 сентября в матче против «Скалицы» он дебютировал в словацкой Суперлиге. 11 марта 2017 года в поединке против «Жилины» Дэвис забил свой первый гол за ДАК 1904.
3 августа 2023 года Дэвис подписал контракт с клубом MLS «Ди Си Юнайтед» до конца сезона 2023 с опциями продления на сезоны 2024 и 2025. За «Ди Си Юнайтед» он дебютировал в тот же день в матче Кубка лиг 2023 против «Филадельфии Юнион», выйдя на замену на 69-й минуте вместо Джексона Хопкинса. В MLS он дебютировал в матче против «Филадельфии Юнион» 26 августа, выйдя на замену на 74-й минуте вместо Педру Сантуша. По окончании сезона 2023 «Ди Си Юнайтед» отклонил опцию продления контракта Дэвиса.

## Международная карьера
12 августа 2010 года в товарищеском матче против сборной Венесуэлы Дэвис дебютировал за сборную Панамы. В 2011 году в составе молодёжной сборной Панамы Эрик принял участие в молодёжном чемпионате КОНКАКАФ. На турнире он сыграл в матчах против команд Суринама, Гондураса, Мексики и Гватемалы. В том же году Дэвис попал в заявку на участие в молодёжном чемпионате мира в Колумбии. На турнире он сыграл в поединках против Австрии, Египта и Бразилии.
В 2011 году Дэвис завоевал бронзовые медали розыгрыша Золотого кубка КОНКАКАФ. На турнире он принял участие в поединке против команды Канады.
В 2015 году Эрик во второй раз стал бронзовым призёром Золотого кубка КОНКАКАФ. На турнире он сыграл в матчах против сборных Тринидада и Тобаго, Мексики и дважды США.
В 2017 году Дэвис в третий раз принял участие в Золотом кубке КОНКАКАФ. На турнире он сыграл в матче против команды Никарагуа.
В 2018 году Дэвис принял участие в чемпионате мира в России. На турнире он сыграл в матчах против команд Бельгии и Англии.
В 2019 году Дэвис был включён в состав сборной Панамы на Золотой кубок КОНКАКАФ. Во втором матче в групповом раунде против сборной Гайаны забил гол на 51-й минуте с пенальти и вместе с командой добился победы со счётом 4:2.
Был включён в состав сборной на Золотой кубок КОНКАКАФ 2021.
Был включён в состав сборной на Золотой кубок КОНКАКАФ 2023.

## Достижения
«Арабе Унидо»
- Чемпион Панамы: Клаусура 2010

Панама
- Серебряный призёр Золотого кубка КОНКАКАФ: 2023
- Бронзовый призёр Золотого кубка КОНКАКАФ: 2011, 2015